# Karlstein an der Thaya
Karlstein an der Thaya est une commune autrichienne du district de Waidhofen an der Thaya en Basse-Autriche.

## Horlogerie
Une école d'horlogerie mondialement renommée[réf. souhaitée] se trouve à Karlstein an der Thaya. Une petite entreprise d'horlogerie y est aussi installée.